# Al-Tawahin
Al-Tawahin (tiếng Ả Rập: الطواحين, cũng đánh vần Tawaheen) là một thị trấn ở phía tây bắc Syria, một phần hành chính của Tỉnh Tartus, nằm ở phía đông Baniyas, phía đông bắc al-Qadmus và phía tây bắc Masyaf. Nó nằm trong dãy núi ven biển Syria. Theo Cục Thống kê Trung ương Syria, al-Tawahin có dân số 2.238 trong cuộc điều tra dân số năm 2004. Đây là trung tâm hành chính của Phân khu Tawahin bao gồm chín địa phương với dân số tập thể là 10.024 vào năm 2004. Cư dân của nó chủ yếu là Alawites.